# Олефіренко Євген Валерійович
Євге́н Вале́рійович Олефі́ренко (позивний — Елвіс; 27 вересня 1988, м. Київ — 7 липня 2022, біля м. Бахмут, Донецька область) — український військовослужбовець, лейтенант 1 ОБрСпП Збройних сил України, учасник російсько-української війни. Кавалер ордена «За мужність» III ступеня (2022, посмертно).

## Життєпис
Євген Олефіренко народився 27 вересня 1988 року в місті Києві.
Випускник-історик Національного університету «Києво-Могилянська академія» (2010, бакалавр; 2017, магістр) та Упсальського університету Швеції (2012).
У 2014 році після початку російсько-української війни цілеспрямовано готувався до захисту України. Навчався на кафедрі військової підготовки Національного університету оборони України.
24 лютого 2022 року мобілізований до 206-го батальйону 241-ї окремої бригади ТрО, потім переведений до 1 ОБрСпП. За цей час воював під м. Миколаєвом, був гранатометником і мінометником, навчав іноземних добровольців, які захищають Україну, командував взводом 1-ї Інтернаціональної роти 517-го батальйону 1-ї окремої бригади спеціального призначення ім. Івана Богуна. Захищав м. Лисичанськ на Луганщині і він зумів вивести свій підрозділ з напівоточеного міста неушкодженим.
Загинув 7 липня 2022 року в боях з російськими окупантами біля м. Бахмуту на Донеччині.
Похований 10 липня 2022 року на Байковому кладовищі м. Києва.
Залишилися дружина й донька.

## Нагороди
- орден «За мужність» III ступеня (17 листопада 2022, посмертно) — за особисту мужність і самовіддані дії, виявлені у захисті державного суверенітету та територіальної цілісності України, вірність військовій присязі[2].

## Вшанування пам'яті
У серпні 2022 року катедра історії Національного університету «Києво-Могилянська академія» оголосила про заснування Іменного благодійного Фонду ім. Євгена Олефіренка.

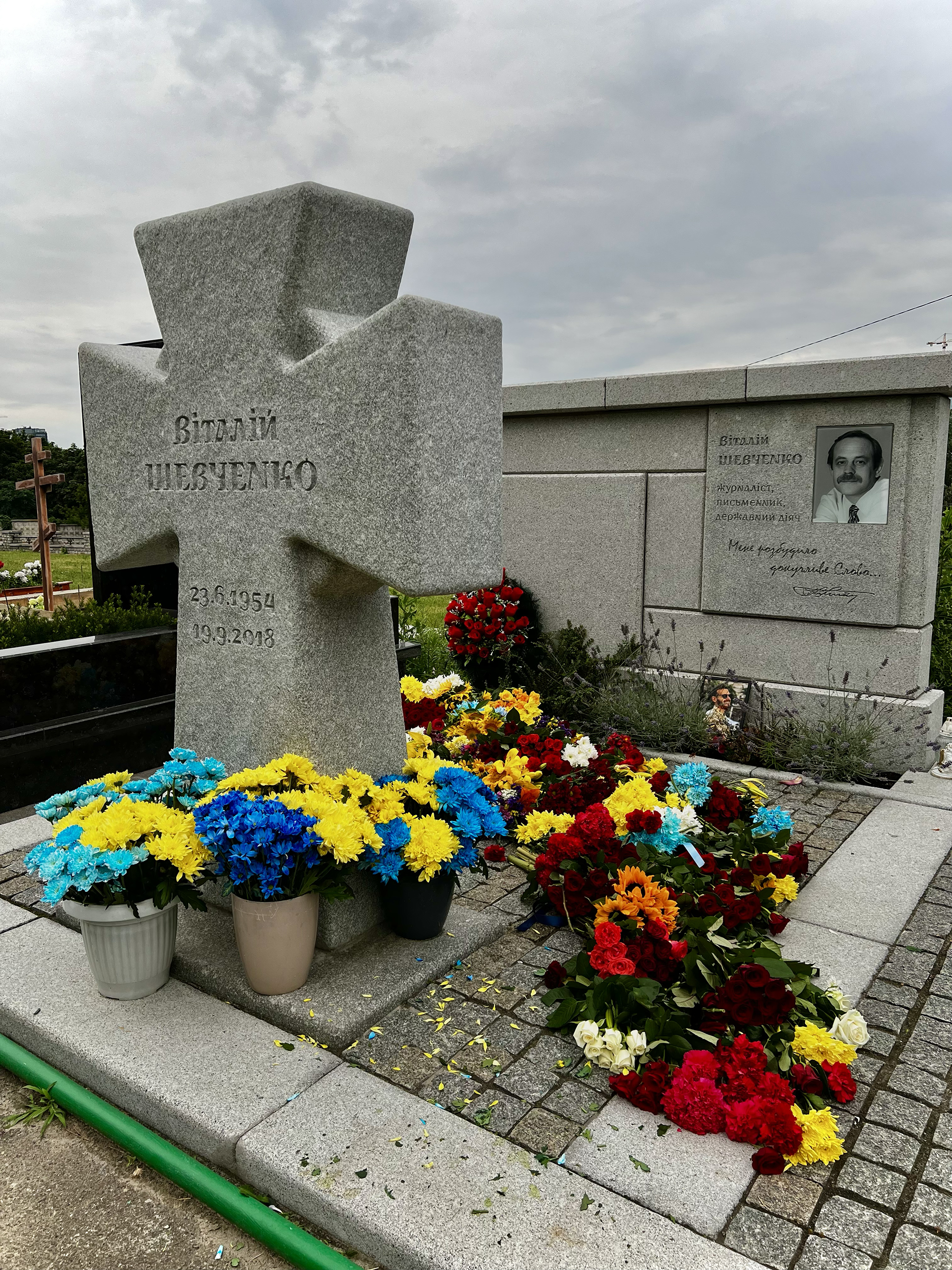
Євген Олефіренко похований на Байковому кладовищі поруч із батьком — Віталієм Шевченком.

## Цікаві факти
Книжки, які врятували бійці Євген Олефіренко та Станіслав Коваль у переддень захоплення росіянами міста Лисичанська, передано до Центральної бібліотеки ім. Т. Г. Шевченка для дітей міста Києва.

## Сім'я
Дружина — Марія Павловська, науковиця, мікробіолог, дослідниця НАНЦ.
Донька — Дзвенислава Олефіренко (2013).
Сестри — Богдана Шевченко, журналістка, фотохудожниця, видавниця; Олена Олефіренко.
Брат — Андрій Шевченко, журналіст, народний депутат України в парламенті V, VI і VII скликань, Надзвичайний і повноважний посол України в Канаді (2015—2021).
Батьки — Оксана Шевченко, Віталій Шевченко, Валерій Олефіренко.